# 마리오 볼라티
마리오 아리엘 볼라티(스페인어: Mario Ariel Bolatti, 1985년 2월 17일, 코르도바 주 라 파라 ~)는 아르헨티나의 전직 축구 선수로, 현역 시절 중앙 미드필더로 활약했다.

## 클럽 경력
볼라티는 2003년에 벨그라노에서 프로 무대 신고식을 치렀다. 2006년, 그의 소속 구단은 아르헨티나 프리메라 디비시온으로 승격되었지만, 1년 만에 2부 리그로 다시 강등되었다. 볼라티는 이후 2007년 7월에 포르투갈의 포르투와 4년 계약을 체결하고 이적했다. 포르투는 이 과정에서 그의 지분 60%를 매입해 향후 이적료를 벌일 수 있게 되었고, 나머지 40% 지분은 익명의 단체가 쥐었다.
볼라티는 포르투 동료였던 루초 곤살레스의 조언에 따라 2009년 클라우수라 기간 동안 우라칸으로 6개월 임대되었다. 그는 우라칸의 리그 우승 경쟁에 큰 힘을 보태어 벨레스 사르스피엘드와 최종전까지 경쟁을 이어나가게해 아르헨티나 스포츠 일간지 올레(Olé)는 그를 리그 최우수 선수로 선정했다.
2009년 7월, 포르투는 라다멜 팔카오의 남은 지분을 사들이기 위해 볼라티의 지분(60%)을 나틀란트 피난시어링스마트샤페이 BV에 매각했다. 두 거래 규모는 각각 €1.5M으로, 볼라티의 당시 이적 가치는 €2.5M으로 책정되었다. 포르투는 이후 20% 지분을 통해 나틀란트로부터 €1M의 지분을 받았다.
남은 20%의 지분은 회계장부에 €232,360(무형자산이 아닌 시간이 지나면서 "소멸하는" 금융자산으로)으로 "가치"가 책정되었고, 포르투는 습득 비용의 남은(미상환) 지분을 2007년에 지불했다. 포르투는 경제적 권한 및 분할 불가 권한 쥐고 나틀란트를 위해 임대 이적을 마련할 수 있게 되었다. 그 와중에 볼라티는 우라칸에 2009년 아페르투라를 위해 남았다.
2010년 1월 18일, 볼라티는 이탈리아 세리에 A의 피오렌티나로 €3.5M에 이적했다. 포르투는 20% 지분에 해당하는 €500,000를 받았지만, 기존의 "시장" 가치인 €2.5M으로 장부에 책정했다.
2011년 2월 6일, 볼라티는 브라질 세리이 A의 인테르나시오나우에 €4.5M으로 이적했다. 2년 후, 2년차에 그리 많은 출전 기회를 얻지 못했던 볼라티는 아르헨티나의 라싱 클루브로 6개월 임대되었다.

## 국가대표팀 경력
2009년 10월 14일, 볼라티는 우루과이 몬테비데오에서 열린 2010년 월드컵 예선전에 교체로 출전해 경기 84분에 결승골을 기록해 아르헨티나의 본선행을 확정지었다. 그 후 디에고 마라도나는 아르헨티나의 23인 최종 명단에 그의 이름을 넣었다.

## 은퇴 후
2021년 3월, 볼라티는 전 소속 구단인 우라칸에서 기술보조관으로 임명되었다.

### 국가대표팀 득점 기록
| # | 날짜             | 경기장              | 상대     | 점수 | 최종결과 | 대회                 |
| - | ---------------- | ------------------- | -------- | ---- | -------- | -------------------- |
| 1 | 2009년 10월 14일 | 우루과이 몬테비데오 | 우루과이 | 1–0  | 1–0      | 2010년 월드컵 예선전 |

## 수상
포르투
- 프리메이라리가: 2007–08
- 타사 드 포르투갈: 2008–09[12]

인테르나시오나우
- 캄페오나투 가우슈: 2011, 2012
- 레코파 수다메리카나: 2011